# Oxytropis
Genre
Oxytropis est un genre de plantes à fleurs dicotylédones de la famille des Fabaceae (légumineuses), sous-famille des Faboideae, originaire des régions tempérées et tempérées froides de l'hémisphère Nord (Eurasie et Amérique du Nord), qui comprend environ 600 espèces acceptées. 
Ce sont des plantes herbacées ou des sous-arbrisseaux à port en coussinet. 
Certaines espèces sont utilisées comme plantes médicinales, comme ingrédients alimentaires ou comme plantes ornementales ; d'autres servent à l'alimentation du bétail (plantes fourragères). 
De nombreuses espèces de ce genre sont toxiques pour le bétail, chez qui elles provoquent les symptômes neurologiques du locoïsme. Cette toxicité, qui se manifeste aussi dans le genre voisin Astragalus,  est due à un alcaloïde, la swainsonine, produite par des champignons endophytes du genre Alternaria,.  

## Liste d'espèces
Selon The Plant List (19 décembre 2018) :
- Oxytropis acanthacea Jurtzev
- Oxytropis aciphylla Ledeb.
- Oxytropis adamsiana (Trautv.) Jurtzev
- Oxytropis adenophylla Popov
- Oxytropis admiranda Rech.f.
- Oxytropis adscendens Gontsch.
- Oxytropis aellenii Vassilcz.
- Oxytropis afghanica Rech.f. & Koie
- Oxytropis ajanensis (Regel & Tiling) Bunge
- Oxytropis alajica Drobow
- Oxytropis alavae Rech.f.
- Oxytropis albana Steven
- Oxytropis alberti-regelii Vassilcz.
- Oxytropis albiflora Bunge
- Oxytropis albovillosa B.Fedtsch.
- Oxytropis alii Vassilcz.
- Oxytropis almaatensis Bajtenov
- Oxytropis alpestris Schischkin
- Oxytropis alpicola Turcz.
- Oxytropis alpina Bunge
- Oxytropis altaica (Pall.) Pers.
- Oxytropis ambigua (Pall.) DC.
- Oxytropis amethystea Arv.-Touv.
- Oxytropis ammophila Turcz.
- Oxytropis ampullata (Pall.) Pers.
- Oxytropis anaulgensis Pavlov
- Oxytropis andersii Vassilcz.
- Oxytropis anertii Nakai
- Oxytropis approximata Lessen
- Oxytropis arassanica Gontsch.
- Oxytropis arbaeviae Vassilcz.
- Oxytropis arctica R.Br.
- Oxytropis arenae-ripariae Vassilcz.
- Oxytropis argentata (Pall.) Pers.
- Oxytropis armeniaca Sosn. ex Mulk.
- Oxytropis arystangalievii Bajtenov
- Oxytropis aspera Gontsch.
- Oxytropis assadliensis Vassilcz.
- Oxytropis assiensis Vassilcz.
- Oxytropis asterocarpa Vassilcz.
- Oxytropis astragaloides Boriss.
- Oxytropis atbaschi Saposhn.
- Oxytropis aucheri Boiss.
- Oxytropis aulieatensis Vved.
- Oxytropis auriculata C.W.Chang
- Oxytropis austrosachalinensis N.S.Pavlova
- Oxytropis avis Saposhn.
- Oxytropis avisoides P.C.Li
- Oxytropis babatagi Abdusal.
- Oxytropis baburi Vassilcz.
- Oxytropis baicalensis (Pall.) Pallas ex Bess.
- Oxytropis baicalia (Pall.) Pers.
- Oxytropis baissunensis Vassilcz.
- Oxytropis bajtulinii Kotukhov
- Oxytropis baldshuanica B.Fedtsch.
- Oxytropis bargusinensis Peschkova
- Oxytropis barkolensis X.Y. Zhu, H. Ohashi & Y.B. Deng
- Oxytropis baxoiensis P.C.Li
- Oxytropis bella B.Fedtsch.
- Oxytropis bellii (Britton) Palib.
- Oxytropis beringensis Jurtzev
- Oxytropis besseyi (Rydb.) Blank.
- Oxytropis bicolor Bunge
- Oxytropis bicornis Vassilcz.
- Oxytropis biflora P.C.Li
- Oxytropis biloba Saposhn.
- Oxytropis binaludensis Vassilcz.
- Oxytropis birirensis Ali
- Oxytropis bobrovii B.Fedtsch.
- Oxytropis bogdoschanica Jurtzev
- Oxytropis boguschi B.Fedtsch.
- Oxytropis borissoviae Polozhij
- Oxytropis bosculensis Golosk.
- Oxytropis brachycarpa Vassilcz.
- Oxytropis bracteata Basil.
- Oxytropis bracteolata Vassilcz.
- Oxytropis brevicaulis Ledeb.
- Oxytropis brevipedunculata P.C.Li
- Oxytropis bungei Kom.
- Oxytropis cabulica (Boiss.) Boiss.
- Oxytropis cachemiriana Cambess.
- Oxytropis caespitosa (Pall.) Pers.
- Oxytropis caespitosula Gontsch.
- Oxytropis calcareorum N.S.Pavlova
- Oxytropis callophylla Vassilcz.
- Oxytropis calva Malyschev
- Oxytropis campanulata Vassilcz.
- Oxytropis campestris (L.) DC.
- Oxytropis cana Bunge
- Oxytropis candicans (Pall.) DC.
- Oxytropis canopatula Vassilcz.
- Oxytropis capusii Franch.
- Oxytropis caputoi Moraldo & la Valva
- Oxytropis caraganetorum Vassilcz.
- Oxytropis carduchorum Hedge
- Oxytropis carinthiaca Fisch.
- Oxytropis carpathica R.Uechtr.
- Oxytropis chakassiensis Polozhij
- Oxytropis chantengriensis Vassilcz.
- Oxytropis charkeviczii Vyschin
- Oxytropis chesneyoides Gontsch.
- Oxytropis chiliophylla Benth.
- Oxytropis chinglingensis C.W.Chang
- Oxytropis chionobia Bunge
- Oxytropis chionophylla Schrenk
- Oxytropis chitralensis Ali
- Oxytropis chorgossica Vassilcz.
- Oxytropis chrysocarpa Boiss.
- Oxytropis ciliata Turcz.
- Oxytropis cinerascens Bunge
- Oxytropis cinerea Vassilcz.
- Oxytropis coelestis Abdusal.
- Oxytropis coerulea (Pall.) DC.
- Oxytropis collettii Fisch.
- Oxytropis columbina Vassilcz.
- Oxytropis confusa Bunge
- Oxytropis crassiuscula Boriss.
- Oxytropis cretacea Basil.
- Oxytropis cuspidata Bunge
- Oxytropis czapan-daghi B.Fedtsch.
- Oxytropis czekanowskii Jurtzev
- Oxytropis czerskii Jurtzev
- Oxytropis czukotica Jurtzev
- Oxytropis danorum Rech.f.
- Oxytropis darpirensis Jurtzev & A.P.Khokhr.
- Oxytropis dashtinavarensis Vassilcz.
- Oxytropis dasypoda Boiss.
- Oxytropis davisii (S.L. Welsh) Jurtzev
- Oxytropis deflexa (Pall.) DC.
- Oxytropis densa Bunge
- Oxytropis densiflora P.C.Li
- Oxytropis diantha Maxim.
- Oxytropis dichroantha Schrenk
- Oxytropis didymophysa Bunge
- Oxytropis dinarica (Murb.) Wettst.
- Oxytropis diversifolia E.Peter
- Oxytropis dorogostajskyi Kuzen.
- Oxytropis dubia Turcz.
- Oxytropis duthieana Ali
- Oxytropis echidna Vved.
- Oxytropis erecta Kom.
- Oxytropis eriocarpa Bunge
- Oxytropis ervicarpa Vved. ex Filim.
- Oxytropis evenorum Jurtzev & A.P.Khokhr.
- Oxytropis exserta Jurtzev
- Oxytropis falcata Bunge
- Oxytropis farsi Vassilcz.
- Oxytropis fasciculiflorum Vassilcz.
- Oxytropis fedtschenkoana Vassilcz.
- Oxytropis ferganensis Vassilcz.
- Oxytropis fetida (Vill.) DC.
- Oxytropis fetisowii Bunge
- Oxytropis floribunda (Pall.) DC.
- Oxytropis fohlenensis Vassilcz.
- Oxytropis fominii Grossh.
- Oxytropis foucaudii Gillot
- Oxytropis fragilifolia N.Ulziykh.
- Oxytropis fragiliphylla Q. Wang, Chang Y. Yang, X.Y. Zhu & H. Ohashi
- Oxytropis frigida Kar. & Kir.
- Oxytropis fruticulosa Bunge
- Oxytropis fuscescens Vassilcz.
- Oxytropis ganningensis C.W.Chang
- Oxytropis gaspensis Fernald & S.L. Kelsey
- Oxytropis gebleri Bunge
- Oxytropis gebleriana Schrenk
- Oxytropis gerzeensis P.C.Li
- Oxytropis gilgitensis Vassilcz.
- Oxytropis giraldii Ulbr.
- Oxytropis glaberrima Hultén
- Oxytropis glabra DC.
- Oxytropis glabrata (Hook.) A. Nelson
- Oxytropis glacialis Benth.
- Oxytropis glandulosa Turcz.
- Oxytropis glareosa Vassilcz.
- Oxytropis globiflora Bunge
- Oxytropis gloriosa Ali
- Oxytropis glutinosa A.E. Porsild
- Oxytropis gmelinii Boriss.
- Oxytropis golengolensis Vassilcz.
- Oxytropis gorbunovii Boriss.
- Oxytropis gracillima Vassilcz.
- Oxytropis graminetorum Vassilcz.
- Oxytropis grandiflora (Pall.) DC.
- Oxytropis griffithii Boiss.
- Oxytropis gubanovii Vassilcz.
- Oxytropis gueldenstaedtioides Ulbr.
- Oxytropis guinanensis Yu-H. Wu
- Oxytropis guntensis B.Fedtsch.
- Oxytropis gymnogyne Bunge
- Oxytropis hailarensis Kitag.
- Oxytropis halleri Koch
- Oxytropis hedgei Vassilcz.
- Oxytropis helenae N.S.Pavlova
- Oxytropis helvetica Scheele
- Oxytropis heratensis Bunge
- Oxytropis heterophylla Maxim.
- Oxytropis heteropoda Bunge
- Oxytropis heterotricha Turcz.
- Oxytropis hidakamontana Miyabe & Tatew.
- Oxytropis hindukushensis Vassilcz.
- Oxytropis hippolyti Boriss.
- Oxytropis hirsuta Bunge
- Oxytropis hirsutiuscula Freyn
- Oxytropis hirta Bunge
- Oxytropis holanshanensis H.C.Fu
- Oxytropis huddelsonii A.E. Porsild
- Oxytropis humifusa Kar. & Kir.
- Oxytropis humilis C.W.Chang
- Oxytropis hypoglottoides (Baker) Ali
- Oxytropis hypsophila Bunge
- Oxytropis hystrix Schrenk
- Oxytropis imbricata Kom.
- Oxytropis immersa (Baker) B.Fedtsch.
- Oxytropis inaria (Pall.) DC.
- Oxytropis incana Jurtzev
- Oxytropis includens Basil.
- Oxytropis indensis Vassilcz.
- Oxytropis inopinata Jurtzev
- Oxytropis inschanica H.C.Fu & S.H.Cheng
- Oxytropis integripetala Bunge
- Oxytropis intermedia Bunge
- Oxytropis interposita Sipliv.
- Oxytropis iranica Vassilcz.
- Oxytropis iskanderica B.Fedtsch.
- Oxytropis itoana Tatew.
- Oxytropis jabalambrensis (Pau) Podlech
- Oxytropis jacquinii Bunge
- Oxytropis japonica Maxim.
- Oxytropis jonesii Barneby
- Oxytropis jordalii A.E.Porsild
- Oxytropis jucunda Vved.
- Oxytropis jurtzevii Malyschev
- Oxytropis kamelinii Vassilcz.
- Oxytropis kamtschatica Hulten
- Oxytropis kansuensis Bunge
- Oxytropis karataviensis Pavlov
- Oxytropis karavaevii Jurtzev
- Oxytropis karjaginii Grossh.
- Oxytropis kaspensis Krasnob. & Pshenich.
- Oxytropis katangensis Basil.
- Oxytropis kateninii Jurtzev
- Oxytropis kazidanica Vassilcz.
- Oxytropis kermanica Freyn & Bornm.
- Oxytropis ketmenica Saposhn.
- Oxytropis khinjahi Vassilcz.
- Oxytropis klementzii N.Ulziykh.
- Oxytropis kobukensis S.L. Welsh
- Oxytropis kodarensis Jurtzev & Malyschev
- Oxytropis kokrinensis A.E.Porsild
- Oxytropis komarovii Vassilcz.
- Oxytropis kopetdaghensis Gontsch.
- Oxytropis kossinskyi B.Fedtsch. & Basil.
- Oxytropis kotschyana Boiss. & Hohen.
- Oxytropis koyukukensis A.E. Porsild
- Oxytropis krylovi Shipcz.
- Oxytropis krylovii Schipcz.
- Oxytropis kubanensis Leskov
- Oxytropis kuchanensis Vassilcz.
- Oxytropis kuhistanica Abdusal.
- Oxytropis kukkonenii Vassilcz.
- Oxytropis kunarensis Vassilcz.
- Oxytropis kunashiriensis Kitam.
- Oxytropis kuramensis Abdusal.
- Oxytropis kusnetzovii Krylov & Steinb.
- Oxytropis kyziltalensis Vassilcz.
- Oxytropis ladyginii Krylov
- Oxytropis lagopus Nutt.
- Oxytropis lambertii Pursh
- Oxytropis lanata (Pall.) DC.
- Oxytropis lanceatifoliola H. Ohba, S. Akiyama & S.K. Wu
- Oxytropis lanuginosa Kom.
- Oxytropis lapponica (Wahlenb.) Gay
- Oxytropis lasiocarpa Gontsch.
- Oxytropis lasiopoda Bunge
- Oxytropis latialata P.C.Li
- Oxytropis latibracteata Jurtzev
- Oxytropis lavrenkoi N.Ulziykh.
- Oxytropis laxiracemosa Vassilcz.
- Oxytropis lazica Boiss.
- Oxytropis lehmanni Bunge
- Oxytropis leptophylla (Pall.) DC.
- Oxytropis leptophysa Bunge
- Oxytropis leucantha (Pall.) Bunge
- Oxytropis leucocyanea Bunge
- Oxytropis leucotricha Turcz.
- Oxytropis lhasaensis X.Y. Zhu
- Oxytropis liliputa Vassilcz.
- Oxytropis linczevskii Gontsch.
- Oxytropis linearibracteata P.C.Li
- Oxytropis lipskyi Gontsch.
- Oxytropis lithophila Vassilcz.
- Oxytropis litwinowii B.Fedtsch.
- Oxytropis longialata P.C.Li
- Oxytropis longibracteata Kar. & Kir.
- Oxytropis longipedunculata C.W.Chang
- Oxytropis longirostra DC.
- Oxytropis lupinoides Grossh.
- Oxytropis luteo-coerulea (Baker) Ali
- Oxytropis lydiae Vassilcz.
- Oxytropis macounii (Greene) Dayton
- Oxytropis macrobotrys Bunge
- Oxytropis macrocarpa Kar. & Kir.
- Oxytropis macrodonta Gontsch.
- Oxytropis macrosema Bunge
- Oxytropis maduoensis Yu-H. Wu
- Oxytropis maidantalensis B.Fedtsch.
- Oxytropis malacophylla Bunge
- Oxytropis maqinensis Yu-H. Wu
- Oxytropis marco-poloi Vassilcz.
- Oxytropis margacea Vassilcz.
- Oxytropis martjanovii Krylov
- Oxytropis masanderanensis Vassilcz.
- Oxytropis masarensis Vassilcz.
- Oxytropis maydelliana Trautv.
- Oxytropis megalantha H.Boissieu
- Oxytropis megalorrhyncha Nevski
- Oxytropis meinshausenii Schrenk
- Oxytropis melaleuca Bunge
- Oxytropis melanocalyx Bunge
- Oxytropis melanotricha Bunge
- Oxytropis merkensis Bunge
- Oxytropis mertensiana Turcz.
- Oxytropis meyeri Bunge ex Boiss.
- Oxytropis michelsonii B.Fedtsch.
- Oxytropis micrantha Bunge
- Oxytropis microcarpa Gontsch.
- Oxytropis microphylla (Pall.) DC.
- Oxytropis microsphaera Bunge
- Oxytropis middendorffii Trautv.
- Oxytropis minjanensis Rech.f.
- Oxytropis mixotriche Bunge
- Oxytropis moellendorffii Maxim.
- Oxytropis mollis Benth.
- Oxytropis mongolica Kom.
- Oxytropis monophylla Grubov
- Oxytropis morenarum Vassilcz.
- Oxytropis multiceps Torr. & A.Gray
- Oxytropis multiramosa P.C.Li
- Oxytropis mumynabadensis B.Fedtsch.
- Oxytropis muricata (Pall.) DC.
- Oxytropis myriophylla (Pall.) DC.
- Oxytropis nana Torr. & A.Gray
- Oxytropis neglecta Ten.
- Oxytropis neimongolica C.W.Chang & Y.Z.Zhao
- Oxytropis neo-rechingeriana Vassilcz.
- Oxytropis nepalensis Vassilcz.
- Oxytropis niedzweckiana Popov
- Oxytropis nigrescens (Pall.) DC.
- Oxytropis nikolai Filim. & Abdusal.
- Oxytropis ningxiaensis C.W.Chang
- Oxytropis nitens Turcz.
- Oxytropis nivea Bunge
- Oxytropis nuda Basil.
- Oxytropis nuristanica Vassilcz.
- Oxytropis nutans Bunge
- Oxytropis obnapiformis C.L.Porter
- Oxytropis ochotensis Bunge
- Oxytropis ochrantha Turcz.
- Oxytropis ochrocephala Bunge
- Oxytropis ochroleuca Bunge
- Oxytropis oligantha Bunge
- Oxytropis oreophila A.Gray
- Oxytropis ornata Vassilcz.
- Oxytropis oroboides Vassilcz.
- Oxytropis ovczinnikovii Abdusal.
- Oxytropis owerinii Bunge
- Oxytropis oxyphylla (Pall.) DC.
- Oxytropis oxyphylloides Popov
- Oxytropis pagobia Bunge
- Oxytropis pakistanica Vassilcz.
- Oxytropis pallasii Pers.
- Oxytropis pamiroalaica Abdusal.
- Oxytropis panjshinica Podlech & I.Deml
- Oxytropis parasericeopetala P.C.Li
- Oxytropis parryi A.Gray
- Oxytropis parvanensis Vassilcz.
- Oxytropis pauciflora Bunge
- Oxytropis pavlovii B.Fedtsch. & Basil.
- Oxytropis pellita Bunge
- Oxytropis penduliflora Gontsch.
- Oxytropis persica Boiss.
- Oxytropis peschkovae Popov
- Oxytropis physocarpa Ledeb.
- Oxytropis piceetorum Vassilcz.
- Oxytropis pilosa (L.) DC.
- Oxytropis pilosissima Vved.
- Oxytropis platonychia Bunge
- Oxytropis platysema Schrenk
- Oxytropis podlechii Vassilcz.
- Oxytropis podocarpa A.Gray
- Oxytropis podoloba Kar. & Kir.
- Oxytropis politovii Sumnev.
- Oxytropis polyphylla Ledeb.
- Oxytropis poncinsii Franch.
- Oxytropis popoviana Peschkova
- Oxytropis potaninii Palib.
- Oxytropis prenja (Beck) Beck
- Oxytropis prostrata (Pall.) DC.
- Oxytropis protopopovii Kom.
- Oxytropis proxima Boriss.
- Oxytropis przewalskii Kom.
- Oxytropis pseudocoerulea P.C. Li
- Oxytropis pseudofrigida Saposhn.
- Oxytropis pseudoglandulosa Grubov
- Oxytropis pseudohirsuta Q. Wang & Chang Y. Yang
- Oxytropis pseudohirsutiuscula Vassilcz.
- Oxytropis pseudoleptophysa Boriss.
- Oxytropis pseudomyrophylla S.H. Cheng ex X.Y. Zhu, H. Ohashi & Y.B. Deng
- Oxytropis pseudorosea Filim.
- Oxytropis puberula Boriss.
- Oxytropis pulvinoides Vassilcz.
- Oxytropis pumila DC.
- Oxytropis pumilio (Pall.) Ledeb.
- Oxytropis purpurea (Bald.) Markgr.
- Oxytropis pusilla Bunge
- Oxytropis pusilloides Vassilcz.
- Oxytropis putoranica M.M.Ivanova
- Oxytropis qamdoensis X.Y. Zhu, Y.F. Du & H. Ohashi
- Oxytropis qilianshanica C.W.Chang & C.L.Zhang
- Oxytropis qinghaiensis Y.H. Wu
- Oxytropis qingnanensis Y.H. Wu
- Oxytropis qitaiensis X.Y. Zhu, H. Ohashi & Y.B. Deng
- Oxytropis racemosa Turcz.
- Oxytropis ramosissima Kom.
- Oxytropis rechingeri Vassilcz.
- Oxytropis recognita Bunge
- Oxytropis reniformis P.C.Li
- Oxytropis retusa Matsum.
- Oxytropis reverdattoi Jurtzev
- Oxytropis revoluta Ledeb.
- Oxytropis rhizantha Palib.
- Oxytropis rhodontha Vassilcz.
- Oxytropis rhynchophysa Schrenk
- Oxytropis riparia Litv.
- Oxytropis rosea Bunge
- Oxytropis roseiformis B.Fedtsch.
- Oxytropis rostrata Vassilcz.
- Oxytropis rubriargillosa Vassilcz.
- Oxytropis rubricaudex Hulten
- Oxytropis rudbariensis Vassilcz.
- Oxytropis ruebsaamenii B.Fedtsch.
- Oxytropis rupifraga Bunge
- Oxytropis ruthenica Vassilcz.
- Oxytropis sacciformis H.C.Fu
- Oxytropis sachalinensis Miyabe & Tatew.
- Oxytropis sajanensis Jurtzev
- Oxytropis salangensis Podlech & I.Deml
- Oxytropis salicetorum Vassilcz.
- Oxytropis saperlebulensis Vassilcz.
- Oxytropis saposhnikovii Krylov
- Oxytropis sarkandensis Vassilcz.
- Oxytropis sata-kandaonensis Vassilcz.
- Oxytropis satpaevii Bajtenov
- Oxytropis saurica Saposhn.
- Oxytropis savellanica Boiss.
- Oxytropis scabrida Gontsch.
- Oxytropis scammaniana Hulten
- Oxytropis schachimardanica Filim.
- Oxytropis scheludjakovae Karav. & Jurtzev
- Oxytropis schmorgunoviae Jurtzev
- Oxytropis schrenkii Trautv.
- Oxytropis selengensis Bunge
- Oxytropis semenowii Bunge
- Oxytropis semiglobosa Jurtzev
- Oxytropis seravschanica Gontsch.
- Oxytropis sericea Torr. & A.Gray
- Oxytropis sericopetala C.E.C.Fisch.
- Oxytropis setosa (Pall.) DC.
- Oxytropis sewerzowii Bunge
- Oxytropis shanxiensis X.Y. Zhu
- Oxytropis sheldonensis A.E. Porsild
- Oxytropis shirkuhi Vassilcz.
- Oxytropis shivai ""Aswal, Goel & Mehrotra""
- Oxytropis shokanbetsuensis Miyabe & Tatew.
- Oxytropis siah-sangi Vassilcz.
- Oxytropis sichuanica C.W.Chang
- Oxytropis sinkiangensis C.W.Chang
- Oxytropis siomensis Abdusal.
- Oxytropis sitaipaiensis C.W.Chang
- Oxytropis siziwangensis Y.Z. Zhao & Zong Y. Zhu
- Oxytropis sojakii Vassilcz.
- Oxytropis songorica (Pall.) DC.
- Oxytropis soongaricus (Pall.) DC.
- Oxytropis spicata (Pall.) O.Fedtsch. & B.Fedtsch.
- Oxytropis spinifer Vassilcz.
- Oxytropis splendens Douglas
- Oxytropis squammulosa DC.
- Oxytropis staintoniana Ali
- Oxytropis stenofoliola Polozhij
- Oxytropis stenophylla Bunge
- Oxytropis stracheana Baker
- Oxytropis stracheyana Bunge
- Oxytropis straussii Bornm.
- Oxytropis strobilacea Bunge
- Oxytropis stukovii Palib.
- Oxytropis suavis Boriss.
- Oxytropis subcapitata Gontsch.
- Oxytropis subfalcata Hance
- Oxytropis submutica Bunge
- Oxytropis subnutans (Jurtzev) Jurtzev
- Oxytropis subpodoloba P.C.Li
- Oxytropis subverticillaris Ledeb.
- Oxytropis sulphurea (DC.) Ledeb.
- Oxytropis sumneviczii Krylov
- Oxytropis suprajenissejensis Kuvaev & Sonnikova
- Oxytropis surculosa Rech.f.
- Oxytropis surmandehi Vassilcz.
- Oxytropis susamyrensis B.Fedtsch.
- Oxytropis susumanica Jurtzev
- Oxytropis sutaica N.Ulziykh.
- Oxytropis sverdrupii Lynge
- Oxytropis sylvatica (Pall.) DC.
- Oxytropis szovitsii Boiss. & Buhse
- Oxytropis tachtensis Franch.
- Oxytropis taimyrensis Á. Löve & D. Löve
- Oxytropis takhti-soleimanii Vassilcz.
- Oxytropis talassica Gontsch.
- Oxytropis talgarica Popov
- Oxytropis taochensis Kom.
- Oxytropis tashkurensis S.F. Sheng ex X.Y. Zhu, Y.F. Du & H. Ohashi
- Oxytropis tatarica Baker
- Oxytropis tenuirostris Boriss.
- Oxytropis tenuis Palib.
- Oxytropis tenuissima Vassilcz.
- Oxytropis terekensis B.Fedtsch.
- Oxytropis teres (Lam.) DC.
- Oxytropis thaumasio-morpha Rech.f.
- Oxytropis thomsonii Bunge
- Oxytropis tianschanica Bunge
- Oxytropis tichomirovii Jurtzev
- Oxytropis tilingii Bunge
- Oxytropis todomoshiriensis Miyabe & Miyake
- Oxytropis tomentosa Gontsch.
- Oxytropis tompudae Popov
- Oxytropis torrentium Vassilcz.
- Oxytropis tragacanthoides DC.
- Oxytropis trajectorum B.Fedtsch.
- Oxytropis transalaica Vassilcz.
- Oxytropis trichocalycina Bunge
- Oxytropis trichophora Franch.
- Oxytropis trichophysa Bunge
- Oxytropis trichosphaera Freyn
- Oxytropis triflora Hoppe
- Oxytropis triphylla (Pall.) Pers.
- Oxytropis tschatkalensis L.I.Vassiljeva
- Oxytropis tschimganica Gontsch.
- Oxytropis tschujae Bunge
- Oxytropis tudanensis X.Y. Zhu, H. Ohashi & S.F. Li
- Oxytropis tukemansuensis X.Y. Zhu, H. Ohashi & Y.B. Deng
- Oxytropis tunnellii Vassilcz.
- Oxytropis turczaninovii Jurtzev
- Oxytropis tyttantha Gontsch.
- Oxytropis ugamensis Vassilcz.
- Oxytropis ugamica Gontsch.
- Oxytropis ulzijchutagii Sanchir
- Oxytropis uniflora Jurtzev
- Oxytropis uralensis (L.) DC.
- Oxytropis urumovii Jav.
- Oxytropis uschakovii Jurtzev
- Oxytropis vadimii Vassilcz.
- Oxytropis vakhdzhiri Vassilcz.
- Oxytropis varlakovii Serg.
- Oxytropis vassilczenkoi Jurtzev
- Oxytropis vassilievii Jurtzev
- Oxytropis vasskovskyi Jurtzev
- Oxytropis vavilovii Vassilcz.
- Oxytropis vermicularis Freyn
- Oxytropis viae-amicitiae Vassilcz.
- Oxytropis viridiflava Kom.
- Oxytropis viscida Torr. & A.Gray
- Oxytropis viscidula (Rydb.) Tidestr.
- Oxytropis volkii Rech.f.
- Oxytropis vositensis Vassilcz.
- Oxytropis vvedenskyi Filim.
- Oxytropis wendelboi Vassilcz.
- Oxytropis williamsii Vassilcz.
- Oxytropis wrangelii Jurtzev
- Oxytropis wutaiensis Tatew. & Hurus.
- Oxytropis xinglongshanica C.W.Chang
- Oxytropis yanchiensis X.Y. Zhu, H. Ohashi & L.R. Xu
- Oxytropis yazdi Vassilcz.
- Oxytropis yekenensis X.Y. Zhu, H. Ohashi & Y.B. Deng
- Oxytropis yunnanensis Franch.
- Oxytropis zangolehensis Vassilcz.
- Oxytropis zaprjagaevae Abdusal.
- Oxytropis zekogensis Yu-H. Wu